# 梅 (松型駆逐艦)
梅（うめ）は、大日本帝国海軍の駆逐艦。松型駆逐艦（松型（丁型）一等駆逐艦）の3番艦である。日本海軍の艦名としては2代目（初代は二等駆逐艦樺型「梅」）。

## 概要
日本海軍が太平洋戦争終盤で運用した駆逐艦。丁型一等駆逐艦第5483号艦として藤永田造船所で建造され、1944年（昭和19年）6月28日に竣工した。訓練部隊の第十一水雷戦隊に所属し、7月15日に新編の第43駆逐隊に編入された。
8月20日に第三十一戦隊が編制されると、第43駆逐隊も同戦隊に組み込まれた。10月下旬の「梅」は姉妹艦と共に軽空母2隻（龍鳳、海鷹）を護衛して台湾方面輸送作戦に従事し、レイテ沖海戦には参加していない。
11月上旬、第三十一戦隊は、第四航空戦隊（日向、伊勢）と共に内地を出撃、新南群島に進出した。
同月中旬、43駆（梅、桐）は内地へ戻る第一遊撃部隊を、台湾周辺まで護衛した。
マニラ進出後の12月5日、第43駆逐隊（梅、桃、杉）は第八次多号作戦に参加する。12月7日のレイテ島揚陸決行時、空襲により各艦とも小破した。マニラ帰投後の12月14日に空襲を受け損傷、「梅」は香港で修理をおこなった。
1945年（昭和20年）1月中旬、台湾高雄に移動する。1月21日、姉妹艦と対空戦闘をおこなう。
1月下旬より駆逐艦3隻（梅、楓、汐風）でフィリピン方面の航空隊関係者救助作戦に従事する。1月31日、ルソン島北端アパリ北方のバシー海峡で空襲を受け、「楓」と「汐風」が損傷、「梅」は沈没した。

## 艦歴

### 昭和19年の行動
1943年（昭和18年）12月1日、仮称艦名第5483号艦として、藤永田造船所で起工。1944年（昭和19年）1月25日、日本海軍は駆逐艦3隻をそれぞれ「竹」「梅」「桃」と命名。同日付で駆逐艦3隻は松型駆逐艦に類別される。「梅」は呉鎮守府在籍と仮定されていたが、4月5日付で横須賀鎮守府仮在籍に改定。4月24日、進水。
5月16日、藤永田造船所の「梅」艤装員事務所は、事務を開始する。
6月8日、日本海軍は前月下旬に沈没した駆逐艦「朝凪」の艦長大西快治少佐（1943年10月20日～1944年6月1日）を、艤装員長に任命する。6月28日、「梅」は竣工し、横須賀鎮守府籍となる。同日付で艤装員事務所を撤去した。大西艤装員長は制式に初代艦長となる。
竣工後、訓練部隊の第十一水雷戦隊（司令官高間完少将）に編入される。直ちに呉軍港に移動した。7月中旬まで修理をおこなったあと、瀬戸内海で訓練に従事する。7月15日、日本海軍は第41駆逐隊（霜月、冬月）および第43駆逐隊（梅、竹、松、桃）を編制した。第41駆逐隊司令には脇田喜一郎大佐、第43駆逐隊司令には菅間良吉大佐が任命された。2人とも駆逐艦「雪風」艦長を務めた経歴を持つ。7月下旬、軽巡「長良」（十一水戦旗艦）、秋月型駆逐艦「冬月」、松型複数隻（梅、竹、桃）で訓練をおこなう。このとき十一水戦の軽巡「長良」が南西諸島方面緊急輸送作戦に投入されることになり、高間司令官は7月30日に将旗を戦艦「扶桑」に掲げた。
8月1日、連合艦隊は新たな兵力部署を発令した。第五艦隊、第十一水雷戦隊、扶桑型戦艦2隻、航空戦艦2隻、第21駆逐隊、第61駆逐隊などで第二遊撃部隊を編成し、機動部隊に編入した。8月30日、軽巡「多摩」が十一水戦に編入され、旗艦となった。この頃、駆逐艦「涼月」が修理を終えて戦線に復帰、十一水戦と訓練をおこなった。
8月20日、日本海軍は第三水雷戦隊の残存艦と松型駆逐艦や海防艦を基幹とする対潜機動部隊を新編した。これが連合艦隊付属の第三十一戦隊（司令官江戸兵太郎少将）である。第43駆逐隊も第三十一戦隊隷下となった。編入後も瀬戸内海で訓練を続行した。
10月中旬の台湾沖航空戦で台湾の第二航空艦隊が大幅に消耗したため、内地所在の瑞鳳型空母「龍鳳」と大鷹型空母「海鷹」が航空機と基地物件や整備員を輸送することになった。軽空母2隻は北九州六連を発し、佐世保に移動した。10月25日、松型4隻（梅、桃、樅、榧）は「龍鳳」「海鷹」を護衛して佐世保を出撃し、10月27日に台湾北部基隆に到着した。輸送任務を終えた後は10月30日に基隆を出港して佐世保を経由し、11月2日呉に帰投した。
「梅」が軽空母2隻を護衛していた10月27日、連合艦隊はレイテ島決戦に関する基本方針を発令した。第三十一戦隊はフィリピン方面緊急輸送と、同地進出後の南西方面部隊（指揮官：南西方面艦隊司令長官）編入を命じられた。第三十一戦隊は旗艦の軽巡洋艦「五十鈴」と、指揮下の駆逐艦6隻という艦艇で、南方に進出する第四航空戦隊（司令官松田千秋少将）の航空戦艦2隻（日向、伊勢）を護衛することとなった。この輸送部隊を南方輸送部隊Ｈ部隊と呼称する。11月9日に五島列島有川湾を出撃し、澎湖諸島の馬公経由で、南沙諸島（新南群島）に到着した。
その頃、ボルネオ島ブルネイ湾に在泊中の第二艦隊（司令長官栗田健男中将）は度重なるB-24の空襲を受けていた。戦艦3隻（大和、長門、金剛）と第二水雷戦隊（軽巡洋艦「矢矧」、第17駆逐隊〈浦風、浜風、雪風、磯風〉）を日本本土に回航して整備を行う事となった。「梅」と「桐」は連合艦隊から第一遊撃部隊の護衛を命じられた。
当時、米軍機動部隊艦上機はマニラを頻繁に攻撃していた。マニラ所在の第一水雷戦隊や輸送船は大損害を受ける。南西方面艦隊は第五艦隊司令部と第一水雷戦隊のマニラ脱出、ブルネイ待機を命じた。第四航空戦隊のブルネイ回航は中止される。四航戦部隊（日向、伊勢、霜月、桐、梅）は新南群島長島錨地に移動した。11月17日に到着し、マニラから脱出してきた第一水雷戦隊（司令官木村昌福少将）指揮下の駆逐艦3隻（霞、潮、竹）と合流する。同日夕刻、松型2隻（梅、桐）は、南シナ海を北上中の第一遊撃部隊（大和、長門、金剛、矢矧、第17駆逐隊）に合流した。11月20日昼頃まで護衛に協力した後、馬公に帰投した。第43駆逐隊分離後の11月21日未明、アメリカ軍潜水艦「シーライオン (USS Sealion, SS-315) 」の襲撃により戦艦「金剛」と駆逐艦「浦風」は撃沈された。
「梅」と「桐」が第一遊撃部隊を護衛していた11月20日付で第一水雷戦隊が解隊され、一水戦司令官木村昌福少将が第二水雷戦隊司令官に任命された。同日付で、第三十一戦隊は第五艦隊に編入された。続いて四航戦をふくむ第二遊撃部隊は、リンガ泊地もしくはシンガポールに移動した。
11月25日、「桃」と共にシンガポールを出発したばかりの第三十一戦隊旗艦「霜月」は、米潜水艦「カヴァラ (USS Cavalla, SS-244) 」に撃沈された。第三十一戦隊司令官と第41駆逐隊司令は戦死する。第三十一戦隊司令部も全滅した。後任の三十一戦隊司令官は、「扶桑」艦長等を歴任した鶴岡信道少将であった。新司令部は12月上旬に内地で新編され、空路でマニラに進出した。大川内長官は第三十一戦隊司令部／麾下駆逐艦集合地点の台湾高雄移転を命じた。
その後、「梅」はルソン島マニラに進出して南西方面艦隊の指揮下に入り、マニラからレイテ島西岸オルモックへの陸軍兵力輸送作戦「多号作戦」に参加する。マニラでは、第七次多号作戦で中破した姉妹艦「竹」が同じ桟橋に繋留されており、各艦は「竹」の損傷を目の当たりにして厳しい戦いを覚悟したという。12月5日午前10時30分、第八次多号作戦輸送部隊（駆逐艦3隻〈梅、桃、杉〉、「第11号輸送艦」、「第18号駆潜艇」「第38号駆潜艇」、輸送船4隻〈赤城山丸、白馬丸、第五真盛丸、日祥丸〉）と、SS艇3隻（6号、7号、9号）はマニラを出撃した。輸送部隊は第43駆逐隊司令が指揮をとり、第68旅団（旅団長栗栖猛夫陸軍少将、主力4,000名）など、合計約6,900名が各艦に分乗した。
上陸予定日の12月7日早朝、日本陸軍航空部隊がオルモック南方に大規模船団を発見、上級司令部は多号作戦第八次部隊か判別に迷ったが、やがて敵輸送船団と判明した。日本陸海軍航空部隊は、多号作戦部隊の護衛と、敵上陸船団攻撃の両方を行う羽目になった。アメリカ軍はレイテ島西岸に上陸し、日本軍前線と揚陸地点（オルモック）の連絡を遮断した。アメリカ軍第77師団のオルモック南方上陸でレイテ島地上戦の状況が一変した。第43駆逐隊司令（「梅」座乗）はオルモック湾への接近を断念し、揚陸地をレイテ島西岸北方のサン・イシドロに変更した。
同日午前9時、第八次輸送部隊はサン・イシドロに到着して揚陸を開始した。のべ25機の日本海軍戦闘機が船団の上空直掩を実施した。同地には接岸施設がなく、兵員の揚陸は成功したが重火器の揚陸は出来なかった。また揚陸中にタクロバンからの陸軍機と海兵隊機の爆撃を受け、多数の死傷者を出した。船団も「白馬（）丸」（日本郵船、2,857トン）が撃沈され、残りの輸送船も擱坐して失われた。重装備を失ってレイテ島に上陸した第68旅団は、その後の地上戦で「消滅」した。マニラへの帰投中、空襲を受け僚艦「杉」が損傷した。「桃」も座礁して損傷した。「梅」も小破したと記録されている。
12月14日、第38任務部隊（ジョン・S・マケイン・シニア中将）の艦上機がマニラを襲撃し、「梅」は対空戦闘で損傷する。「梅」と「桃」は香港に向けてマニラを脱出する。梅乗組員によれば、内地帰投のため「梅」と「桃」がマニラを出発したあと、「梅」は香港での修理を命じられて「桃」と分離したという。一方「梅」は香港回航への道中、荒天に見舞われて海南島の三亜で待機し、天候が回復してから香港に向かった。

### 昭和20年の行動
1945年（昭和20年）1月初旬、アメリカ軍の大艦隊がルソン島西岸を北上し、1月6日にリンガエン湾集結を果たした。1月9日、上陸作戦を開始した（ルソン島の戦い）。同日、第43駆逐隊司令菅間良吉大佐は舞鶴鎮守府付となる。後任の43駆司令は、駆逐艦「風雲」初代艦長等を歴任した吉田正義大佐であった。吉田大佐は43駆司令駆逐艦を「梅」に決定した。当時の南西方面艦隊は残余の駆逐艦3隻（梅、樫、杉）のリンガエン湾突入を下令したが、まもなく取り消した。1月10日、南西方面部隊指揮官は水上部隊の任務を変更した。警戒部隊に対しては「警戒部隊ハ指揮官所定ニ依リ台湾海峡及呂栄海峡方面ニ於ケル敵潜水艦掃討ヲ行フト共ニ 台湾、呂栄間ノ作戦輸送ニ任ズベシ（台湾海峡およびルソン海峡方面の敵潜掃蕩、同方面輸送任務）」を命じた。
「梅」は1月14日まで香港で修理を行った。修理完了後、1月15日に出港する。南シナ海に進撃していた第38任務部隊は1月15日から16日にかけて香港に避退中のヒ87船団に大打撃を与えており、「梅」も対空戦闘をおこなったという。第38任務部隊の活動が止むまで待機した後、台湾高雄に回航された。1月20日、高雄に到着して姉妹艦（樫、杉）と合流した。1月21日にも空襲を受けて松型3隻（梅、杉、樫）で応戦した。「梅」は戦死者1名を出したのみで船体に被害は無かったが、姉妹艦は若干の被害をうけた。1月23日、第三十一戦隊司令部はマニラから高雄に移転した。「梅」は「杉」とともに基隆に回航されるも、「梅」はフィリピンからの搭乗員救出（パトリナオ輸送作戦）のため高雄に呼び返された。
当時、ルソン島の日本軍航空兵力は枯渇寸前であり、司令部や残存兵力はフィリピンからの撤退を開始した。1月31日朝9時、松型駆逐艦2隻（梅、楓）と駆逐艦「汐風」は台湾高雄を出撃。ルソン島最北端のアパリへ、アパリ防衛のための高雄陸戦隊や燃料、車両、弾薬を乗せて向かう。速力24ノットで南下し出撃から2時間後、偵察のB-24に発見される。対空砲火で追い払ったものの更なる空襲は必至となった。15時頃、台湾最南端ガランピ岬南方20海里において第14航空軍所属のP-38に護衛された第38爆撃航空団所属のB-2512機と第35戦闘航空団所属のP-474機の空襲を受ける。当初、「梅」は輸送部隊と並行に飛行していたB-25を友軍機と誤認しており、B-25が襲撃行動に移ってから対空戦闘に入ったという。最初の直撃弾で後部の爆雷が誘爆し、艦尾を喪失した。ロケット弾を撃ち込まれ、艦橋上の射撃指揮所および前部砲塔と艦橋間の甲板などに被弾（至近弾を含む）、機関部も損傷して航行不能になる。さらに爆撃の後は機銃掃射を受け、乗員は次々と打ち倒されていった。「楓」も艦首に被弾。「汐風」も至近弾により右舷高低圧タービン損傷により速力が低下する被害を受けていた。吉田司令はタバコをくわえて乗員に落ち着くよう態度で示したが、船体は20度傾斜して浸水を防ぐ手立ても失われた。戦死者は77名、負傷者は36名を数えた。吉田司令や大西駆逐艦長など生存乗員が退艦した後、「梅」は「汐風」の砲撃によって処分された。沈没地点北緯20度30分 東経120度50分 / 北緯20.500度 東経120.833度。梅生存者を乗せた残存駆逐艦2隻は作戦の中止により高雄に引き返した。
2月24日、大西快治少佐は「梅」艦長の任を解かれる。3月10日、「梅」は帝国駆逐艦籍および松型駆逐艦から除籍。第43駆逐隊からも除籍された。

## 歴代艦長
※『艦長たちの軍艦史』362頁による。

### 艤装員長
1. 大西快治 少佐：1944年6月8日[42] - 1944年6月28日[45]

### 駆逐艦長
1. 大西快治 少佐：1944年6月28日[45] - 1945年2月24日[181]